# Некрасов, Анатолий Фёдорович
Анатолий Фёдорович Некрасов (1 декабря 1910 года, дер. Березник, ныне Шенкурский район, Архангельская область — 17 мая 1993, Санкт-Петербург) — советский военачальник, генерал-майор (1962).

## Начальная биография
Анатолий Фёдорович Некрасов родился 1 декабря 1910 года в деревне Березник ныне Шенкурского района Архангельской области.

## Военная служба

### Довоенное время
В октябре 1932 года был призван в ряды РККА и направлен в 167-й стрелковый полк (Ленинградский военный округ), откуда после окончания полковой школы в октябре 1933 года направлен на учёбу в Ленинградскую пехотную школу, по окончании которой в декабре 1935 года служил в этой же школе на должностях командира взвода, руководителя физической подготовки и командира роты.
В июне 1939 года был направлен на учёбу в Военную академию имени М. В. Фрунзе.

### Великая Отечественная война
С началом войны продолжил обучение в академии, после окончания которой в августе 1941 года был назначен на должность начальника 2-го отделения штаба 260-й стрелковой дивизии, которая вела боевые действия в ходе Орловско-Брянской оборонительной операции, а вскоре — в оборонительных боевых действиях на тульском направлении. В ноябре соединения дивизии вследствие понесённых потерь были включены в состав 290-й стрелковой дивизии, а Некрасов был назначен на должность начальника 1-го отделения — заместителя начальника штаба этой же дивизии, после чего принимал участие в боевых действиях в ходе Тульской, Калужской и Ржевско-Вяземской наступательных операций.
В марте 1942 года был назначен на должность начальника штаба 346-й стрелковой дивизии, которая вела оборонительные боевые действия на р. Ока. В августе того же года был назначен на должность командира 1166-го стрелкового полка этой же дивизии, которая вскоре принимала участие в боевых действиях в ходе контрнаступления под Сталинградом, а также в Среднедонской наступательной операции. В феврале 1943 года был назначен на должность заместителя командира этой же дивизии, которая вскоре принимала участие в ходе Ворошиловградской наступательной операции, а затем — в боевых действиях юго-западнее Ворошиловграда.
В июне был назначен на должность заместителя начальника штаба 51-й армии по ВПУ, которая вела боевые действия на дебальцевском направлении.
В августе 1943 года был назначен на должность начальника штаба 63-го стрелкового корпуса, который принимал участие в боевых действиях во время Донбасской, Мелитопольской и Крымской наступательных операций, а также в освобождении городов Каховка, Симферополь и Севастополь. С лета 1944 года корпус принимал участие в ходе Белорусской и Прибалтийской наступательных операций, во время которых были освобождены города Паневежис, Радвилишкис, Шедува, Шяуляй и Ауце. В начале 1945 года корпус вёл боевые действия на либавском направлении, а затем — против курляндской группировки противника. В период со 2 по 21 апреля полковник Некрасов исполнял должность командира этого корпуса.

### Послевоенная карьера
После окончания войны полковник Некрасов находился на прежней должности.
В апреле 1946 года был назначен на должность начальника 8-го, а в марте 1947 года — на должность начальника 7-го отделов Организационно-штатного управления Главного штаба Сухопутных Войск.
В декабре 1947 года был направлен на учёбу в Высшую военную академию имени К. Е. Ворошилова, после окончания которой в феврале 1950 года был назначен на должность начальника 2-го отдела Уставного управления Главного военно-научного управления Генштаба, в мае 1953 года — на должность начальника штаба 50-й гвардейской стрелковой дивизии (42-й стрелковый корпус, Беломорский военный округ), а в январе 1956 года — на должность военного советника командира стрелковой дивизии Венгерской народной армии, однако в конце ноября был освобожден от должности и откомандирован в распоряжение Управления кадров Сухопутных Войск и в декабре был назначен на должность начальника Организационно-мобилизационного управления — заместителя начальника штаба по организационно-мобилизационным вопросам Забайкальского военного округа.
В сентябре 1961 года был назначен на должность военного специалиста по мобилизационным вопросам при штабе военного округа национальной народной армии ГДР, а в ноябре 1963 года — на должность начальника командно-тылового факультета Военной академии тыла и транспорта.
В августе 1969 года вышел в запас. 
Умер 17 мая 1993 года в Санкт-Петербурге. Похоронен на Северном кладбище Санкт-Петербурга.

## Награды
- Орден Ленина;
- Три ордена Красного Знамени;
- Орден Александра Невского;
- Орден Отечественной войны 1 степени;
- Два ордена Красной Звезды;
- Медали.